# Bukowe Pole
Bukowe Pole – część wsi Sobącz w Polsce, położona na Pojezierzu Kaszubskim w województwie pomorskim, w powiecie kościerskim, w gminie Liniewo.
Osada jest częścią składową sołectwa Sobącz.
W latach 1975–1998 miejscowość administracyjnie należała do województwa gdańskiego.